# Adam Brzeski
Adam Brzeski z Nieborowa herbu Prawdzic (zm. w 1657 roku) – podstarości piński w latach 1646–1649, stolnik piński w latach 1646–1657.
Poseł sejmiku pińskiego na sejm nadzwyczajny 1654 roku.
W 1648 roku był elektorem Jana II Kazimierza Wazy z powiatu pińskiego.